# 梁宏贤
梁宏贤（1958年10月—），陕西绥德人。男，汉族。1975年1月参加工作，1983年8月加入中国共产党。西北大学政治经济学专业毕业。

## 生平
1978年4月至1981年12月，在西北大学经济系政治经济学专业学习。1999年9月，任延安市人民政府秘书长。2001年7月，任延安市副市长。2003年5月，任中共延安市委常委、市政府常务副市长(其间：2005年9月至2007年12月，在香港理工大学工商管理硕士研究生班学习，获工商管理硕士学位)。2008年2月，任杨凌农业高新技术产业示范区党工委副书记、管委会常务副主任(正厅级)。2011年1月，任中共延安市委副书记，市政府副市长、代市长。2016年10月，任中共陕西省委组织部副部长。
2013年，当选第十二届全国人民代表大会陕西地区代表。2018年1月，任陕西省人大常委会副主任。2022年1月，辞去省人大常委会副主任职务。